# Renealmia
Renealmia ist eine Pflanzengattung in der Unterfamilie Alpinioideae aus der Familie der Ingwergewächse (Zingiberaceae), die zu den Einkeimblättrigen Pflanzen gehört. Einige Arten werden als Zierpflanzen genutzt.

## Beschreibung

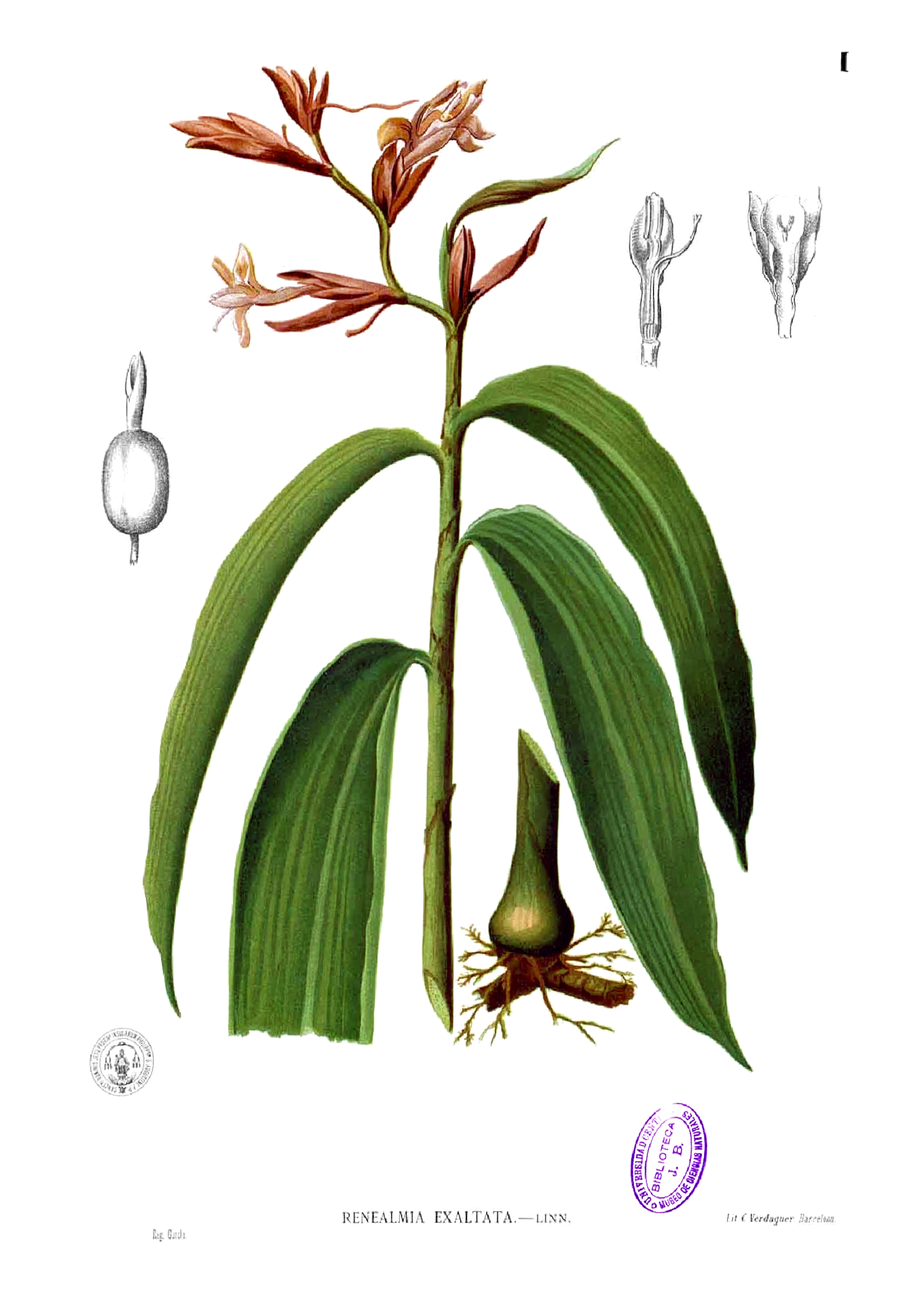
Illustration von Renealmia alpinia aus Francisco Manuel Blanco: Flora de Filipinas ... Gran edicion ...

### Vegetative Merkmale
Renealmia-Arten sind große, ausdauernde krautige Pflanzen. Sie bilden Rhizome als Überdauerungsorgane. Es werden gut ausgebildete „Pseudostämme“ aus meist vielen Laubblättern gebildet. Die großen Laubblätter gliedern sich in Blattstiele und Blattspreiten.

### Generative Merkmale
Direkt aus dem Rhizom entwickelt sich ein kurzer bis sehr langer, aufrechter bis niederliegender, beblätterter Blütenstandsschaft oder selten stehen die Blütenstände endständig auf den Pseudostämmen. In einem endständigen, meist lockeren oder manchmal verzweigten Blütenstand stehen über jeweils einem Tragblatt ein Teilblütenstand mit jeweils einer bis mehreren Blüten, die jeweils über einem röhrigen Deckblatt stehen.
Die zwittrigen, zygomorphen Blüten sind dreizählig mit doppeltem Perianth. Die Blütenfarben reichen von weiß bis gelb. Die drei häutigen Kelchblätter sind röhrig bis kreiselförmig verwachsen. Die drei Kronblätter sind röhrig verwachsen, wobei die Kronröhre etwa so lang ist wie die Kronröhre. Die Krone ist gleich bis doppelt so lang wie das Labellum. Nur das mittlere Staubblatt des inneren Kreises ist fertil; es besitzt einen kurzen Staubfaden. Der Staubbeutel besitzt keine Anhängsel. Alle anderen Staubblätter sind zu Staminodien umgebildet. Das mittlere Staminodium des äußeren Kreises fehlt. Die beiden seitlichen Staminodien des äußeren Kreises sind nur klein und zahnartig. Die beiden seitlichen Staminodien des inneren Kreises sind zu einem sogenannten Labellum verwachsen; es stellt den auffälligsten Teil der Blüte dar. Das aufrechte oder ausgebreitete Labellum ist länger als die Krone und besitzt drei Lappen. Drei Fruchtblätter sind zu einem dreikammerigen Fruchtknoten verwachsen.
Die Früchte stehen in einer kugeligen oder länglichen Sammelfrucht (Synkarp) zusammen. Die kugeligen bis ellipsoiden, mehr oder weniger fleischigen Kapselfrüchte öffnen sich von der Basis aus in Richtung Spitze. Die Samen besitzen oft einen orangefarbenen Arillus.
Die Chromosomenzahlen sind 2n = 22 oder 44.

## Systematik und Verbreitung
Die Gattung Renealmia wurde zweimal veröffentlicht. Charles Plumier stellte die Gattung Renalmia in Nova Plantarum Americanarum Genera, Paris 1703, S. 37 aus der Pflanzenfamilie der Bromeliengewächse (Bromeliaceae) auf. Carl von Linné änderte später in Critica Botanica, Leiden 1737, S. 94 die Schreibweise in Renealmia. Doch 1742 gliederte Carl von Linné in Genera Plantarum. S. 136 die Renealmia-Arten in die Gattung Tillandsia ein. Renealmia L. f. wurde 1781 von dessen gleichnamigen Sohn Carl von Linné der Jüngere in Supplementum Plantarum. S. 79, mit der Typusart Renealmia exaltata L. f., veröffentlicht. In diesem Fall wurde der jüngere Namen als gültig erklärt (Vienna ICBN Art. 53, Vienna ICBN Art. 14.10 & App. III). Synonyme für Renealmia L. f. sind: Alpinia L. non Roxb., Ethanium Salisb., Gethyra Salisb., Peperidium Lindl., Siphotria Raf. Der Gattungsname Renealmia ehrt den französischen Arzt und Botaniker Paul Reneaulme (1560–1624).
Die Gattung Renealmia gehört zur Tribus Alpinieae in der Unterfamilie der Alpinioideae innerhalb der Familie der Zingiberaceae.
Renealmia ist die einzige Gattung der Familie der Zingiberaceae, die in der Neotropis vorkommt. Arten kommen von Mexiko bis Bolivien und das südliche Brasilien vor, außerdem sind einige Arten auf Karibischen Inseln beheimatet. Etwa 20 Arten kommen in Afrika vor.
Die Gattung Renealmia enthält etwa 75 (60 bis 86) Arten:
| - Renealmia acreana Maas: Sie kommt nur im brasilianischen Bundesstaat Acre vor. - Renealmia africana Benth. - Renealmia alborosea K.Schum. - Renealmia alpinia (Rottb.) Maas: Sie ist von den südlichen mexikanischen Bundesstaaten Chiapas, Oaxaca sowie Veracruz de Ignacio de la Llave über die zentralamerikanischen Staaten Guatemala, Belize, Costa Rica, Honduras sowie Panama und über die karibischen Inseln Dominica, Grenada, Guadeloupe, Martinique, Montserrat, St. Kitts und Nevis, Trinidad und Tobago, sowie Puerto Rico bis zu den südamerikanischen Staaten Kolumbien, Ecuador, Peru, Venezuela, Französisch-Guyana, Guyana, Suriname sowie Brasilien weitverbreitet. - Renealmia alticola Maas: Sie kommt in Kolumbien vor. - Renealmia aromatica (Aubl.) Griseb. - Renealmia asplundii Maas - Renealmia aurantifera Maas - Renealmia batangana K.Schum. - Renealmia battenbergiana Cummins ex Baker - Renealmia brachythyrsa Loes. - Renealmia bracteata De Wild. & T.Durand - Renealmia brasiliensis K.Schum.: Sie kommt in den brasilianischen Bundesstaaten Espirito Santo, Minas Geraais und Rio de Janeiro vor. - Renealmia breviscapa Poepp. & Endl. - Renealmia cabrae De Wild. & T.Durand - Renealmia caucana Maas - Renealmia cernua (Sw. ex Roem. & Schult.) J.F.Macbr. - Renealmia chalcochlora K.Schum. - Renealmia chiriquina Standl. - Renealmia choroniensis Maas - Renealmia chrysotricha Petersen (Syn.: Renealmia angustifolia K.Schum.) - Renealmia cincinnata (K.Schum.) T.Durand & Schinz - Renealmia concinna Standl. - Renealmia congesta Maas - Renealmia congoensis Gagnep. - Renealmia congolana De Wild. & T.Durand - Renealmia costaricensis Standl. - Renealmia cuatrecasasii Maas - Renealmia cylindrica Maas & H.Maas - Renealmia densiflora Urb. - Renealmia densispica Koechlin - Renealmia dermatopetala K.Schum. - Renealmia dewevrei De Wild. & T.Durand - Renealmia dolichocalyx Maas - Renealmia dressleri Maas - Renealmia elianae Ospina & Pozner - Renealmia engleri K.Schum. - Renealmia erythrocarpa Standl. - Renealmia ferruginea Maas - Renealmia floribunda K.Schum. - Renealmia foliifera Standl. - Renealmia fragilis Maas - Renealmia guianensis Maas - Renealmia heleniae Maas - Renealmia jamaicensis (Gaertn.) Horan.: Sie kommt auf Karibischen Inseln: in Kuba, auf Hispaniola, in Jamaika, Puerto Rico und auf den Bahamas vor. - Renealmia krukovii Maas - Renealmia laxa K.Schum. - Renealmia ligulata Maas - Renealmia longifolia K.Schum. - Renealmia lucida Maas - Renealmia macrocolea K.Schum. - Renealmia maculata Stapf - Renealmia mannii Hook. f. - Renealmia matogrossensis Maas - Renealmia mexicana Klotzsch ex Petersen - Renealmia microcalyx Maas & H.Maas - Renealmia monosperma Miq. - Renealmia nicolaioides Loes. - Renealmia oligosperma Maas - Renealmia orinocensis Rusby - Renealmia pacifica (Maas) Maas & H.Maas - Renealmia pallida Maas - Renealmia petasites Gagnep. - Renealmia pirrensis Maas & H.Maas - Renealmia pluriplicata Maas - Renealmia polyantha K.Schum. - Renealmia polypus Gagnep. - Renealmia puberula Steyerm. - Renealmia purpurea Maas & H.Maas - Renealmia pycnostachys K.Schum. - Renealmia pyramidalis (Lam.) Maas - Renealmia racemosa Poepp. & Endl. - Renealmia reticulata Gagnep. - Renealmia sancti-thomae I.M.Turner - Renealmia scaposa Maas - Renealmia sessilifolia Gagnep. - Renealmia stellulata Steyerm. - Renealmia stenostachys K.Schum. - Renealmia striata (Stokes) Govaerts ex Maas - Renealmia thyrsoidea (Ruiz & Pav.) Poepp. & Endl. - Renealmia urbaniana Loes. - Renealmia vallensis Maas - Renealmia variegata Maas & H.Maas - Renealmia wurdackii Maas |

## Gefährdete Arten
Vier Arten sind in der IUCN-Liste der gefährdeten Arten aufgeführt:
- Renealmia aurantifera: Status „Least Concern“ (nicht gefährdet)
- Renealmia dolichocalyx: Status „Near Threatened“ (gering gefährdet)
- Renealmia oligotricha: Status „Vulnerable“ (gefährdet)
- Renealmia sessilifolia: Status „Near Threatened“ (gering gefährdet)